# Moskenes
Moskenes este o comună din provincia Nordland, Norvegia.